# リタルダンド (sumikaの曲)
『リタルダンド』は、sumikaの楽曲。デジタルシングルとして2021年8月20日にリリースされた。

## 概要
前作『Jasmine』から約1か月振りとなるリリース。
日本テレビ系の「ぶらり途中下車の旅」の2021年7月～9月度のテーマソングとなっており、同年7月3日より使用された。
同年8月5日に本作の発売がアナウンスされ、8月12日放送のFM802『ROCK KIDS 802 -OCHIKEN Goes ON!!-』にて、フルサイズ初オンエアされた。
作曲は黒田隼之介が手掛けており、先行配信などを除き黒田が作曲を務めた楽曲がデジタルシングルとしてリリースされるのはこれが初めてである。

## クレジット
（この節の出典：）
| - Music：                                               | 黒田隼之介                                 |
| - Lyrics：                                              | 片岡健太                                   |
| - Vocal, Chorus ＆ Whistle：                            | 片岡健太                                   |
| - Drums：                                               | 荒井智之                                   |
| - Acoustic Guitar, Electric Guitar, Chorus ＆ Whistle： | 黒田隼之介                                 |
| - Piano, Chorus & Whistle：                             | 小川貴之                                   |
| - Bass：                                                | 真船勝博                                   |
| - Flute：                                               | 後関好宏                                   |
| - Percussion：                                          | Nona*                                      |
| - Recorded by：                                         | 渡辺省二郎、斎田崇 (VICTOR STUDIO)         |
| - Mixed by：                                            | 渡辺省二郎                                 |
| - Assistant Engineer：                                  | 後藤哲 (VICTOR STUDIO)、呂秉勳(音響ハウス) |
| - Equipment Technician：                                | 田端真也 (極東楽器技術)                    |
| - Drum Tuner：                                          | 伊藤直樹 (Nash)                            |
| - Mastered by：                                         | TED JENSEN (Sterling Sound)                |
| - Photo by：                                            | 濱田英明                                   |
| - Assistant：                                           | 林朱里                                     |
| - Logo Design：                                         | 石井早帆 (Sony Music Solutions Inc.)       |
| - Model：                                               | 本田響矢                                   |

## キャンペーン
前作の『Jasmine』に続き特設サイトが開設されここから歌詞やクレジット、企画応募ができる。
なお、すでに企画応募可能な期間は終了している。